# Kouzou Kosaka
Kouzou Kosaka (...) è un astronomo giapponese.
Kouzou Kosaka, il suo nome è anche scritto Kozo  o Kohzoh , è un astrofilo giapponese. Risiede nella città di Tamano, Prefettura di Okayama.
Kosaka si occupa in particolare di osservazioni di comete e stelle variabili.
Nel campo cometario è ricordato per la coscoperta della cometa non periodica C/1969 T1 Tago-Sato-Kosaka.
Nel campo delle stelle variabili è stato in particolare attivo negli anni 1990, ha contribuito, sotto la sigla Ksz , all'attività della VSOLJ (Variable Star Observers League in Japan): è stato uno dei due osservatori a compiere la prescoperta della nova V723 Cas (Nova Cassiopeiae 1995) . 